# Steven Strait
Steven Strait (New York, 23 maart 1986) is een Amerikaans acteur, model en rockzanger.

## Biografie

### Vroege jaren
Strait werd geboren en groeide op in Greenwich Village in New York. Hij ging naar de Xavier High School en volgde lessen aan de Stella Adler Acteerstudio. In zijn tienerjaren was Strait model voor de tijdschriften L'uomo Voguo, Spoon magazine, Details, Surface, Hollister Co. en Pop magazine, en werkte hij met fotografen als Bruce Weber, Herb Ritts en Ellen Unwerth. Hij was te zien in Webers boek All-American: Short Stories uit 2001.

### Carrière
Op 11-jarige leeftijd begon Strait met het nemen van acteerlessen. Hij vervolgde dit in het zesde jaar op de Village Community School. Hoewel hij in het begin nogal gedwongen werd, wist hij een passie voor het acteren te krijgen na zijn eerste liveoptreden. Nadat hij in 2004 slaagde, verliet hij de Xavier High School en vertrok hij naar Californië om daar te beginnen met zijn acteercarrière. Na zijn eerste auditie, kreeg hij in 2005 een rol in zijn eerste film Sky High, waarin hij de tienerheld Warren Peace speelt. Voor de soundtrack van de film coverde hij het nummer "One Thing Leads to Another" van The Fixx.
Vervolgens speelde hij in Undiscovered (2005), een film over jonge acteurs die proberen om een ster te worden. De film was het filmdebuut van actrice Ashlee Simpson. In 2008 is hij met Camilla Belle te zien in de 10,000 BC, een avonturenfilm over de prehistorie, waarin hij de rol vertolkt van de jonge mammoetjager D'Leh.

#### Zang
Strait is de leadzanger van de band The Tribe. Het is echter te wijten aan zijn opkomende filmrollen dat de band een nieuwe zanger heeft moeten vinden die tijdens de liveshows optreedt. De band bestaat verder uit Michael D'Andrilli (gitaar), Geoff Tilocca (drums) en Krisneo (bas). The Tribe heeft een contract met Lakeshore Records en heeft in 2005 hun eerste album opgenomen en uitgebracht.
Voor de soundtrack van de film Undiscovered zong Strait zeven nummers.

### Privéleven
Van 2006 tot 2013 had Strait een relatie met actrice Lynn Collins. In februari 2008 verklaarde hij in het tijdschrift Teen Vogue dat hij zich met haar had verloofd. Hun huwelijk werd in het maartnummer van GQ Magazine aangekondigd. Het paar heeft een leeftijdsverschil van negen jaar; Collins werd in 1977 geboren.

## Filmografie
- 2015 - 2022 The Expanse - James 'Jim' Holden
- 2012 - After - Freddy
- 2009 - City Island - Tony Nardella
- 2008 - 10,000 BC - D'Leh
- 2008 - Stop-Loss - Michael Colson
- 2006 - The Covenant - Caleb Danvers
- 2005 - Sky High - Warren Peace
- 2005 - Undiscovered (film) - Luke Falcon